# Teté
José Francisco Duarte Júnior, detto Teté (Pelotas, 24 agosto 1907 – Porto Alegre, 18 giugno 1962), è stato un calciatore e allenatore di calcio brasiliano. Ufficiale dell'esercito, ricevette per via di tale qualifica l'appellativo di Marechal das Vitórias (maresciallo delle vittorie).

## Carriera

### Allenatore
Fu maggiore del 9º reggimento di Pelotas, di cui allenò la squadra di calcio; allenò poi il Brasil, sempre nella sua città natale, mentre nel 1944 tornò al 9º, che nel frattempo aveva cambiato nome, assumendo la denominazione Grêmio Atlético Farroupilha. Nel 1951 arrivò alla panchina dell'Internacional, con cui visse uno dei periodi più vincenti della storia della società: difatti, sotto la sua guida il club si aggiudicò quattro campionati della città di Porto Alegre e altrettanti titoli dello Stato del Rio Grande do Sul tra il 1951 e il 1955. Nel 1956 la Confederação Brasileira de Desportos lo selezionò per allenare la Nazionale durante il Campionato Panamericano. Teté costruì la selezione brasiliana basandosi sull'intelaiatura dell'Internacional, squadra di cui era l'allenatore, portando otto elementi sui ventidue convocati. Pur senza beneficiare della presenza dei principali campioni dell'epoca, riuscì a vincere la manifestazione, tenutasi in Messico. Debuttò il 1º marzo 1956 nella partita contro il Cile, vinta per 2-1. Il cammino proseguì con i successi contro Perù, Messico e Costa Rica; il 2-2 ottenuto sui rivali dell'Argentina permisero al Brasile di sollevare il trofeo, peraltro risultando imbattuto. Teté lasciò poi il posto di tecnico a Flávio Costa, abbandonando di fatto la panchina il 18 marzo, giorno del succitato incontro con la selezione Argentina. Nel 1958 lasciò anche l'Internacional, accettando l'offerta del Sao José: alla sua prima stagione condusse la squadra al terzo posto nel campionato statale, grazie anche al prestito da parte dell'Internacional di alcuni giocatori. La sua ultima esperienza in panchina fu il breve ritorno all'Internacional nel 1960.

## Palmarès

### Allenatore

#### Club
- Campionato Gaúcho: 4

9º Regimento: 1935
Internacional: 1951, 1952, 1953, 1955
- Campionato di Pelotas: 3

Brasil: 1941, 1942, 1946
- Campionato di Porto Alegre: 4

Internacional: 1951, 1952, 1953, 1955

#### Nazionale
- Campionato Panamericano: 1

1956